# 바운티 호의 반란 (1984년 영화)
바운티호의 반란(The Bounty)은 이탈리아에서 제작된 로저 도널드슨 감독의 1984년 드라마, 모험 영화이다. 멜 깁슨 등이 주연으로 출연하였고 버나드 윌리엄스 등이 제작에 참여하였다.
바운티 호의 반란 스토리의 5번째 영화판이다.

## 출연

### 주연
- 멜 깁슨
- 안소니 홉킨스

### 조연
- 다니엘 데이 루이스
- 필립 데이비스
- 버나드 힐
- 리암 니슨
- 필립 마틴 브라운
- 테베이트 버넷

## 제작진
- 원작자: 리처드 허프
- 미술: 존 그레이스마크
- 의상: 존 브룸필드
- 배역: 데비 맥윌리엄스

## 같이 보기
- 바운티 호의 반란 (1935년 영화)
- 바운티 호의 반란 (1962년 영화)